# Oxyopes molarius
Oxyopes molarius là một loài nhện trong họ Oxyopidae.
Loài này thuộc chi Oxyopes. Oxyopes molarius được Ludwig Carl Christian Koch miêu tả năm 1878.